# Avlonyalı Mehmet Ferit Pascha

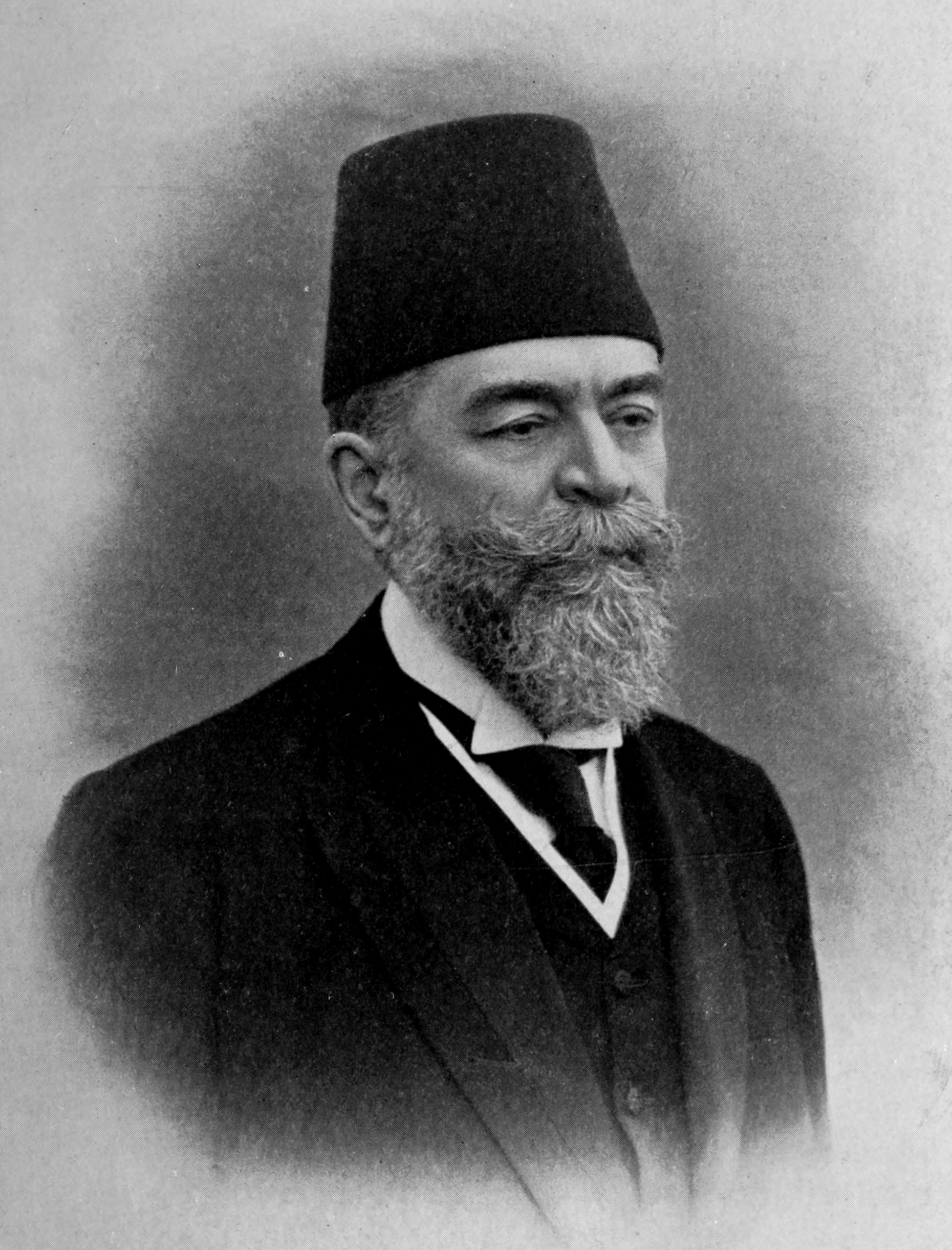
Mehmet Ferit Pascha

Mehmet Ferit Pascha (osmanisch محمد فريد پاشا, türkisch Avlonyalı Mehmet Ferit Paşa, albanisch Mehmet Ferid pashë Vlora; * 1851 in Ioannina, gest. 1914 in Sanremo, Ligurien, Italien) war ein osmanischer Staatsmann albanischer Abstammung und der letzte Großwesir vor der Jungtürkischen Revolution im Jahr 1908.
Ferit Pascha diente insgesamt 45 Jahre vor allem unter Abdülhamid II., unter anderem von 1898 bis 1902 als Wali des Vilâyets Konya sowie als osmanischer Großwesir vom 15. Januar bis zum 22. Juli 1908, als der Sultan die Osmanische Verfassung von 1876 wiedereinsetzte. Er war darüber hinaus auch Mitglied des Staatsrates und des osmanischen Senats. 1909 war er Wali des Vilâyets Aydın. Im gleichen Jahr sowie 1912 war er osmanischer Innenminister.
Wie sein Cousin Ismali Kemal Bey, der Staatsgründer von Albanien, entstammte er dem Haus Vlora, den lokalen Beys von Vlora. Mütterlicherseits stammt er von Ali Pascha Tepelena ab.
Neben Albanisch und Türkisch sprach Ferit Pascha auch Griechisch, Italienisch, Arabisch und Französisch.